# São Joaquim (kommun)
São Joaquim är en kommun i Brasilien.   Den ligger i delstaten Santa Catarina, i den södra delen av landet, 1 400 km söder om huvudstaden Brasília. Antalet invånare är 24 812.
Följande samhällen finns i São Joaquim:
- São Joaquim

I omgivningarna runt São Joaquim växer huvudsakligen savannskog. Runt São Joaquim är det glesbefolkat, med 16 invånare per kvadratkilometer.